# Осман, Ахмед (политик)
Ахмед Осман (англ. أحمد عصمان; род. 3 января 1930, Уджда) — премьер-министр Марокко в период с 2 ноября 1972 год по 22 марта 1979 год. Был женат на принцессе Марокко Лалла Нузжа (англ. Princess Lalla Nuzha of Morocco). Основатель Национального объединения независимых.
Генеральный секретарь министерства национальной обороны (1959—1961), посол в Федеративной Республике Германии (1961—1962) и США, Канаде и Мексике (1967—1972), заместитель министра горнодобывающей промышленности и промышленности (1962—1964), президент Марокканской генеральной навигационной компании (1964—1967), премьер-министр (1972—1979), президент Национального объединения независимых с 1977 года, председатель Палаты представителей (1984—1992). Первый председатель Союза арабского Магриба.

## Биография
Родился 3 января 1930 года, в Уджда, Марокко. Образование получил в Королевском колледже. Дальнейшее образование получил в Университете Бордо. В 1964 году, женился на принцессе Лалле Нузжа, сестре короля Хасана II. Своё премьерство начал с дипломатического визита во Францию. В 1976 году, вместе с супругой, официально посетил Японию. 3 декабря 1977 года встретился с президентом США Джимми Картером, а 9 марта 1978 года посетил Советский Союз.